# العلاقات الأرمنية المكسيكية
العلاقات الأرمينية المكسيكية هي العلاقات الثنائية التي تجمع بين أرمينيا والمكسيك.

## مقارنة بين البلدين
هذه مقارنة عامة ومرجعية للدولتين:
| وجه المقارنة                                              | أرمينيا                    | المكسيك                                                                               |
| --------------------------------------------------------- | -------------------------- | ------------------------------------------------------------------------------------- |
| المساحة (كم2)                                             | 29.74 ألف                  | 1.97 مليون                                                                            |
| عدد السكان (نسمة)                                         | 2.93 مليون                 | 130.53 مليون                                                                          |
| الكثافة السكانية (ن./كم²)                                 | 98.52                      | 66.26                                                                                 |
| العاصمة                                                   | يريفان                     | مدينة مكسيكو                                                                          |
| اللغة الرسمية                                             | لغة أرمنية                 | اللغة الإسبانية                                                                       |
| العملة                                                    | درام أرميني                | بيزو مكسيكي                                                                           |
| الناتج المحلي الإجمالي (بليون دولار)                      | 11.54 مليار                | 1.15 تريليون                                                                          |
| الناتج المحلي الإجمالي (تعادل القوة الشرائية) بليون دولار | 25.41 مليار                | 2.16 تريليون                                                                          |
| الناتج المحلي الإجمالي الاسمي للفرد دولار أمريكي          | 3.49 ألف                   | 9.01 ألف                                                                              |
| الناتج المحلي الإجمالي للفرد دولار أمريكي                 | 8.07 ألف                   | 17.32 ألف                                                                             |
| مؤشر التنمية البشرية                                      | 0.743                      | 0.756                                                                                 |
| رمز المكالمات الدولي                                      | +374                       | +52                                                                                   |
| رمز الإنترنت                                              | .am، .հայ ‏                 | .mx                                                                                   |
| المنطقة الزمنية                                           | ت ع م+04:00، توقيت أرمينيا | منطقة زمنية وسطى، المنطقة الزمنية الجبلية، زمن منطقة المحيط الهادئ، منطقة زمنية شرقية |

## منظمات دولية مشتركة
يشترك البلدان في عضوية مجموعة من المنظمات الدولية، منها:
| علم المنظمة | اسم المنظمة                        | تاريخ انضمام أرمينيا | تاريخ انضمام المكسيك |
| ----------- | ---------------------------------- | -------------------- | -------------------- |
|             | مؤسسة التنمية الدولية              | 25 أغسطس 1993        | 24 أبريل 1961        |
|             | يونسكو                             | 9 يونيو 1992         | 4 نوفمبر 1946        |
|             | وكالة ضمان الاستثمار متعدد الأطراف | 5 ديسمبر 1995        | 1 يوليو 2009         |
|             | الأمم المتحدة                      | 2 مارس 1992          | 7 نوفمبر 1945        |
|             | الفريق المعني برصد الأرض           | ?                    | ?                    |
|             | الاتحاد البريدي العالمي            | ?                    | ?                    |
|             | البنك الدولي للإنشاء والتعمير      | 16 سبتمبر 1992       | 31 ديسمبر 1945       |
|             | الاتحاد الدولي للاتصالات           | 30 يونيو 1992        | 1 يوليو 1908         |
|             | منظمة حظر الأسلحة الكيميائية       | ?                    | ?                    |
|             | مؤسسة التمويل الدولية              | 18 أبريل 1995        | 20 يوليو 1956        |
|             | منظمة التجارة العالمية             | 5 فبراير 2003        | 1995                 |
|             | منظمة الشرطة الجنائية الدولية      | ?                    | ?                    |

## وصلات خارجية
- موقع وزارة الخارجية الأرمينية
- موقع وزارة الخارجية المكسيكية